# Cal Dooley
Cal Dooley, właśc. Calvin M. Dooley (ur. 11 stycznia 1954 w Visalii) – amerykański polityk, członek Partii Demokratycznej.

## Działalność polityczna
W okresie od 3 stycznia 1991 do 3 stycznia 1993 przez jedną kadencję był przedstawicielem 17. okręgu, a od 3 stycznia 1993 do 3 stycznia 2005 przez sześć kadencji przedstawicielem 20. okręgu wyborczego w Kalifornii w Izbie Reprezentantów Stanów Zjednoczonych.